# 禺山

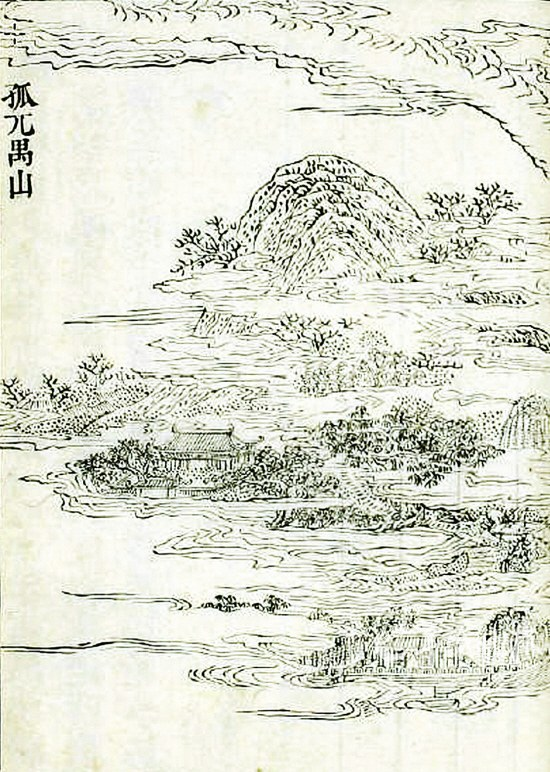
清朝乾隆年間「羊城八景」之一「孤兀禺山」木刻畫。

禺山是古时广州的一个小山冈，与东侧的番山组成番禺这个地名。
禺山位于现时广州市区中山四路和北京路附近，东侧与番山相对，两山之间的坳口曾是唐朝时广州城的南门。在唐末907年为开拓城区，已把禺山凿平。
現時陳李濟舊廠房（銀座廣場）南側存有禺山路此一地名。